# TSC Grün-Weiß Aquisgrana Aachen

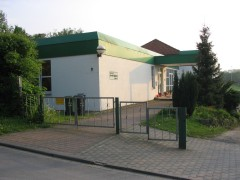
Tanzsportclub Grün-Weiß Aquisgrana Aachen

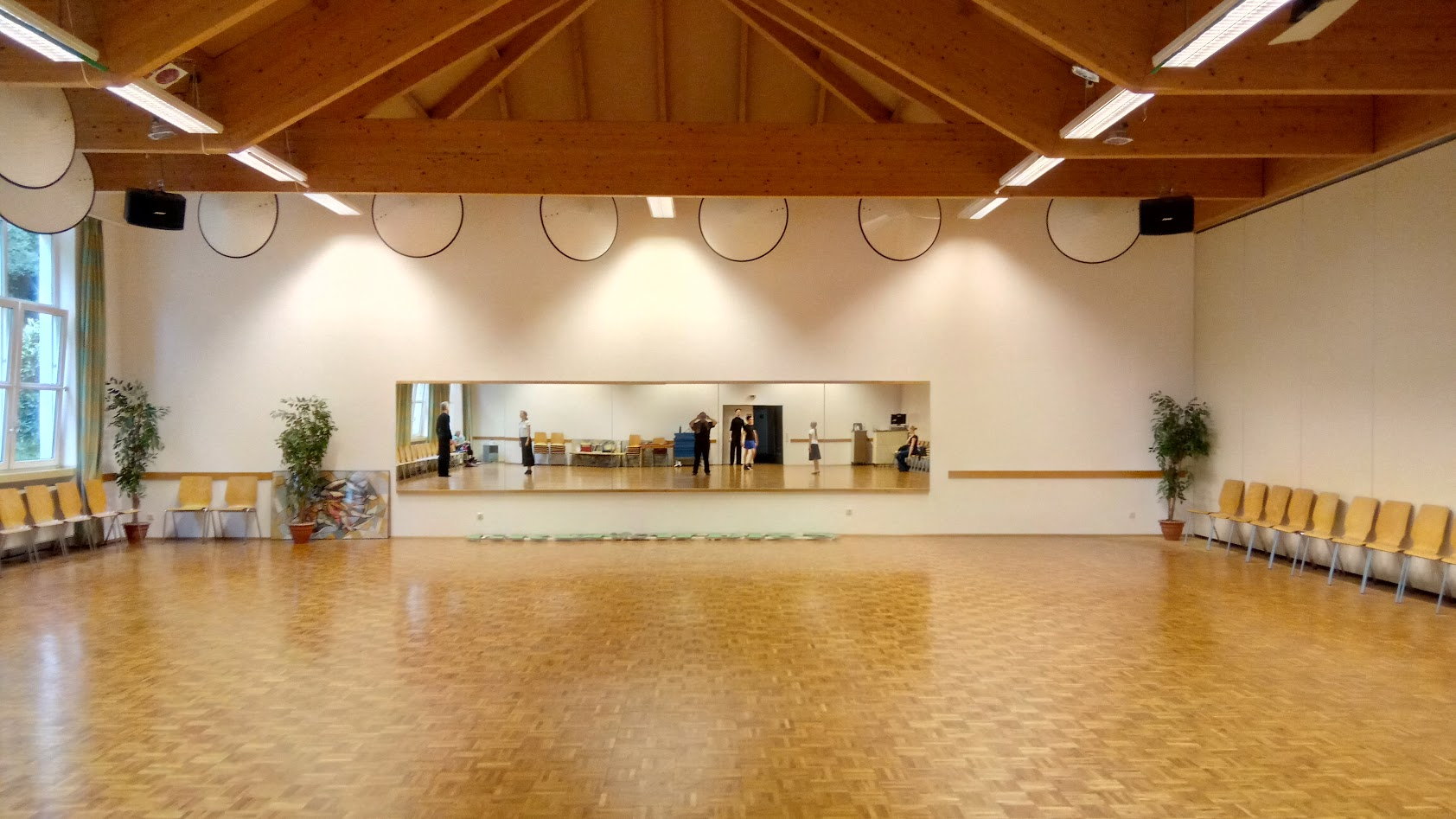
Leo-Pons-Saal im TSC Grün-Weiß Aquisgrana Aachen e. V.

Der Tanzsportclub Grün-Weiß Aquisgrana Aachen e. V. ist ein deutscher Tanzsportverein mit Sitz in Aachen-Laurensberg und ist mit über 900 Mitgliedern aller Altersgruppen (Stand: 2018) einer der größten Tanzsportvereine des DTV in NRW.

## Geschichte
Der Verein wurde am 3. Juni 1984 von 32 begeisterten Tänzerinnen und Tänzern gegründet. Seit 1992 verfügt er über ein eigenes Clubheim mit drei Sälen am Rande von Laurensberg. Es bietet mit insgesamt 800 m² Fläche Trainingsmöglichkeiten für mehr als 35 Trainingsgruppen verschiedenster Tanzsportdisziplinen. Durch die Zusammenlegung zweier Säle steht für Veranstaltungen ein Raum für bis zu 550 Gäste und eine Tanzfläche von 18 × 12 m² zur Verfügung. Die vor den Gasträumen gelegene große und im Sommer bewirtete Terrasse bietet einen Blick ins Grüne.
Mitverantwortlich für die allzeit positive und erfolgreiche Entwicklung des Vereins waren – neben einer konsequenten Clubführung – insbesondere eine Reihe von hervorragenden Trainerinnen und Trainern: Angefangen mit Wolfgang Opitz als Gasttrainer folgten später Herbert Schmitz, Dagmar Budde, Ton Greten, Thomas Derner und Henriette Wagner.
Darüber hinaus nahmen zahlreiche Paare sehr erfolgreich an internationalen Großturnieren in ganz Europa teil.

## Sportliche Ausrichtung

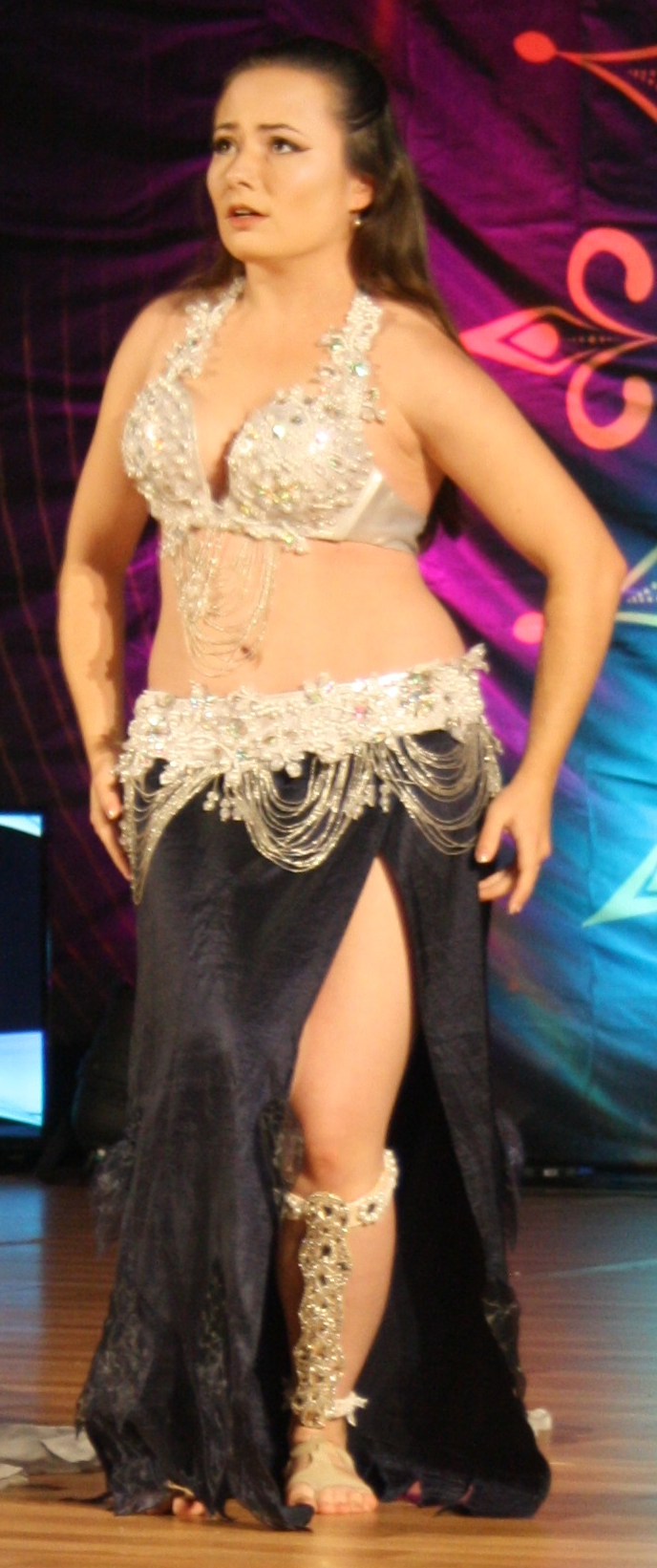
TSC-Trainerin Sandra Kuhfus, Deutsche Meisterin in Orientalischer Tanz 2023.

Dem Verein stehen mit Claus Salberg (DTV-Tanzsporttrainer A Standard & Latein) in der Turniergruppe Standard bzw. Petra Matschullat (DTV-Tanzsporttrainer A Standard & Latein) und Lukas Spychalski (DTV-Tanzsporttrainer B Latein) in der Turniergruppe Latein, sowie Romina Krönchen und Ken Bridgen (Jazz und Modern Dance) sehr gut ausgebildete Trainer zur Verfügung.
Das öffentlichkeitswirksame Aushängeschild des Vereins sind die Turniersportlerinnen und -sportler (Stand 2006: über 50 Paare). Der Großteil der Mitglieder betreibt das Tanzen jedoch als Breitensport in Tanzkreisen für Anfänger bis hin zu Breitensport-Turnieren. Von den Gesellschaftstänzen über Modetänze bis hin zum Orientalischen Tanz findet sich für jeden die passende Bewegungsform. Besonders großen Wert legt der Verein auf die Förderung von Kindern und Jugendlichen. Das Angebot reicht hier vom Kindertanzen über Jazz-und-Modern-Dance-Gruppen bis hin zum Gesellschaftstanz. Auch wird eine enge Zusammenarbeit mit dem Hochschulsport betrieben.
Die Gemeinsamkeit und das gesellige Miteinander sind Schwerpunkte des Vereins, auf welche großer Wert gelegt wird.
Besonderes Ziel ist neben der Ausübung des Tanzsports in seiner gesamten Vielfältigkeit auch der Aufbau grenzüberschreitender Kontakte zu Gleichgesinnten in den Niederlanden und in Belgien. Seit 2002 werden diese Beziehungen vor allem durch das Tanzen im Dreiländereck gefördert und intensiviert.

### Formationen
Abgesehen vom Paartanz, unterhält der Verein eine Standardformation, die bis 2014 in der Regionalliga West startete, sowie mehrere Jazz-und-Modern-Dance-Formationen.
Bisherige musikalische Themen und Platzierungen der Standardformation waren:
- 2005/06: „Sinatra & Friends“, Regionalliga West-Nord: 6. Platz
- 2006/07: „Sinatra & Friends“, Regionalliga West: 4. Platz
- 2007/08: „Sinatra & Friends“, Regionalliga West: 4. Platz
- 2008/09: „Top Secret“, Regionalliga West: 4. Platz
- 2009/10: „Top Secret“, Regionalliga West: 4. Platz
- 2012/13: „Robbie Williams“, Regionalliga West: 4. Platz
- 2013/14: „Robbie Williams“, Regionalliga West: 4. Platz

## Weblink
- Website des Grün-Weiß Aachen